# Brachyptera berkii
Brachyptera berkii är en bäcksländeart som beskrevs av Kazanci 2001. Brachyptera berkii ingår i släktet Brachyptera och familjen vingbandbäcksländor. Inga underarter finns listade i Catalogue of Life.